# Обри Херберт
Обри Херберт (енгл. Aubrey Nigel Henry Molyneux Herbert; Хајклир, 3. април 1880 — Лондон, 26. септембар 1923) је био британски дипломата и обавештајац који је имао значајно учешће у формирању независне кнежевине Албаније.

## Породица и образовање
Рођен је у селу Хајклир у околини Хемпшира у Уједињеном Краљевству 3. априла 1880. Био је најстарији син 4. грофа од Карнавона из другог брака. Завршио је Итон колеџ и на Балиол колеџу Универзитета у Оксфорду дипломирао модерну историју. У периоду 1903—1905 је био хонорарни аташе у Токију а затим у Истанбулу. Оженио се са Мери Веси (енгл. Mary Vesey) 1910. године. Она је била једино дете виконта Де Весија. Постао је члан парламента 1911. године као један од посланика конзервативне странке. У периоду 1913—1916. је био припадник британске војске и учесник у Првом светском рату. После 1916. је био обавештајни официр у Солуну а затим у Италији. На крају Првог светског рата је био члан енглеске мисије при италијанској војсци у Албанији.

## Албанија
Био је активан поборник независности Албаније. Посетио је територије насељене Албанцима 1907, 1911 и 1913. године. Током посете Тирани 1913. године спријатељио се са Есад-пашом Топтанијем. Сматра се да је Обри Херберт имао важну улогу приликом склапања Лондонског мира (1913) у којем је предвиђено да шест великих сила могу донети одлуку о евентуалној формирању независне Албаније.
Нуђено му је место кнеза у кнежевини Албанији у два наврата. Први пут је понуда била незванична у периоду пре Првог светског рата и није наишла на подршку Министарства иностраних послова Уједињеног Краљевства, па је на положај кнеза именован Вилхелм од Вида. Други пут такође незванично, у септембру 1920. године, после пораза италијанске војске у Албанији. Обри Херберт је имао идеју да се идеја о његовом именовању за кнеза Албаније реализује под окриљем Лиге народа. Активно лобирање Обрија Херберта је имало за последицу пријем Албаније у Лигу народа у децембру 1920. Због промене министра спољних послова у влади Албаније положај је званично понуђен другоме.
Народна библиотека Албаније у Тирани је у једном периоду носила име Обрија Херберта.